# Bertil Almqvist
Bertil Almqvist (* 29. August 1902 in Ulriksdal in Solna, Schweden; † 16. Mai 1972 in Stockholm, Schweden) war ein schwedischer Kinderbuchautor, Illustrator und Zeitungskarikaturist.

## Leben
Almqvist studierte sowohl an der Universität Stockholm als auch an der Universität Uppsala in den Jahren 1924 und 1925 Literaturgeschichte und Kunstgeschichte, bevor er ein Studium an der Figge Frederikssons Malerschule in Stockholm aufnahm. Danach arbeitete er als Zeichner für mehrere schwedische Zeitungen, so die zum Medienkonzern Bonnier gehörende Dagens Nyheter, die Morgenzeitung Stockholms-Tidningen und Aftonbladet. Ferner arbeitete er bei der Satirezeitschrift Söndagsnisse-Strix mit.
Almqvist war in erster Ehe mit der Schriftstellerin Anna-Lisa Almqvist verheiratet, in zweiter Ehe mit der Künstlerin Gunborg Ranstad. Er war in den Jahren von 1926 bis 1971 tätig.

## Wirken und Werke

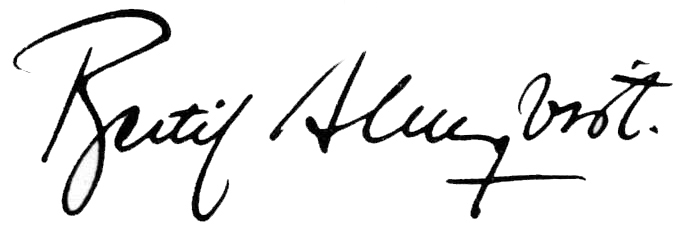
Bertil Almqvists Signatur

Die bekanntesten Bilderbücher Almqvists stammen aus der Reihe Barna Hedenhös aus der Zeit von 1948 bis 1971. In Deutschland war sie unter dem Titel Die Steinzeitkinder … erfolgreich. 2013 gab der Verlag Bonnier Carlsen bekannt, die Episode Die Steinzeitkinder entdecken Amerika aus dem Jahr 1950 nicht mehr zu veröffentlichen, weil sie „überholte Wertvorstellungen“ enthalte.
Darüber hinaus wurden einige Bücher der schwedischen Volkssänger Evert Taube und Lille Bror Söderlundh von Almqvist illustriert. Im Zweiten Weltkrieg illustrierte er für das schwedische Statens Informationsstyrelse (Staatliche Informationssteuerung) „SIS“ des Außenministeriums die Kampagne En svensk tiger, die dem gleichen Zweck wie die deutsche Kampagne Feind hört mit diente.

## Veröffentlichungen
Serie Barna Hedenhös
- Barna Hedenhös reser till Egypten. Bonnier, Stockholm 1949.
  - deutsch von Karin von Merhart-Wallin: Die Steinzeitkinder in Ägypten. Ihre abenteuerliche Reise und glückliche Rückkehr. Stalling Bilderbuch Nr. 127. Gerhard Stalling Verlag, Oldenburg in Oldenburg/Hamburg 1955.
- Barna Hedenhös på vinterresa i Sverige, Bonnier, Stockholm 1951.
  - deutsch von Karin von Merhart-Wallin: Die fröhlichen Steinzeitkinder: Ihre Abenteuer mit Urax und den wilden Tieren. Gerhard Stalling Verlag, Oldenburg in Oldenburg/Hamburg 1955.
- Die Steinzeitkinder auf der Olympiade. Stalling, Oldenburg in Oldenburg/Hamburg 1972, ISBN 3-7979-2206-X.
- Die Steinzeitkinder auf Weltraumfahrt. Stalling, Oldenburg in Oldenburg/Hamburg 1972, ISBN 3-7979-2207-8.

andere Bücher
- Haren som åkte på öronen. Lindqist, Stockholm 1947.
- Sagan om Vasa, (dt. Das Wasa-Märchen). Bonnier, Stockholm 1965.